# Domenico Brigaglia
Domenico Brigaglia (Sassari, 12 giugno 1958) è un pilota motociclistico italiano ritiratosi dall'attività agonistica.

## Carriera
Per quanto riguarda le competizioni del motomondiale, il suo debutto risale alla stagione 1982 in occasione del GP delle Nazioni, guidando una MBA in classe 125.
Per tutto il resto della sua carriera è restato sempre nella medesima classe, fino al termine del motomondiale 1990 che vide le sue ultime apparizioni nel campionato mondiale.
Nelle otto stagioni in cui ha conquistato punti validi per la classifica iridata, è stato vincitore di un gran premio nel 1986, quello del Belgio; il 1986 è anche l'anno in cui ha raggiunto la miglior posizione nella classifica finale del campionato, il 3º posto assoluto.
All'unica vittoria in un gran premio sono da aggiungere cinque piazzamenti sul podio, una pole position e due giri veloci in corsa.
Dopo il ritiro dalle competizioni è rimasto nell'ambiente del motociclismo quale tecnico, seguendo tra gli altri Pierfrancesco Chili nella sua carriera nel campionato mondiale Superbike.

## Risultati nel motomondiale
| 1982 | Classe | Moto |   |   |   |   |   |   |   |    |   |   |   |   |    |    |  | Punti | Pos. |
| ---- | ------ | ---- | - | - | - | - | - | - | - | -- | - | - | - | - | -- | -- |  | ----- | ---- |
| 1982 | 125    | MBA  | - | - | - | - | 9 | - | - | 10 | - | 8 | 6 | 8 | NE | NE |  | 14    | 16º  |

| 1983 | Classe | Moto |    |  |    |  |  |  |  |  |  |  |  |  |  |  |  | Punti | Pos. |
| ---- | ------ | ---- | -- |  | -- |  |  |  |  |  |  |  |  |  |  |  |  | ----- | ---- |
| 1983 | 125    | MBA  | NE |  | 18 |  |  |  |  |  |  |  |  |  |  |  |  | 0     |      |

| 1984 | Classe | Moto |    |    |    |    |     |   |    |   |    |    |    |   |  |  |  | Punti | Pos. |
| ---- | ------ | ---- | -- | -- | -- | -- | --- | - | -- | - | -- | -- | -- | - |  |  |  | ----- | ---- |
| 1984 | 125    | MBA  | NE | 11 | 14 | NE | Rit | - | NE | - | NE | 13 | 13 | 6 |  |  |  | 5     | 18º  |

| 1985 | Classe | Moto |    |   |   |     |    |    |    |   |   |   |   |   |  |  |  | Punti | Pos. |
| ---- | ------ | ---- | -- | - | - | --- | -- | -- | -- | - | - | - | - | - |  |  |  | ----- | ---- |
| 1985 | 125    | MBA  | NE | 3 | 4 | Rit | 11 | NE | NP | 7 | 4 | 6 | 6 | 6 |  |  |  | 45    | 6º   |

| 1986 | Classe | Moto        |   |     |     |   |    |   |   |   |   |   |   |   |  |  |  | Punti | Pos. |
| ---- | ------ | ----------- | - | --- | --- | - | -- | - | - | - | - | - | - | - |  |  |  | ----- | ---- |
| 1986 | 125    | Ducados-MBA | 2 | Rit | Rit | 5 | NE | 4 | 1 | 5 | 2 | 3 | 5 | 6 |  |  |  | 80    | 3º   |

| 1987 | Classe | Moto     |    |   |   |   |   |    |     |   |     |   |     |     |   |    |    | Punti | Pos. |
| ---- | ------ | -------- | -- | - | - | - | - | -- | --- | - | --- | - | --- | --- | - | -- | -- | ----- | ---- |
| 1987 | 125    | Moto AGV | NE | 2 | 5 | 4 | 5 | NE | Rit | 7 | Rit | 3 | Rit | Rit | 2 | NE | NE | 58    | 4º   |

| 1988 | Classe | Moto      |    |    |  |    |    |   |     |   |    |   |   |   |    |    |    | Punti | Pos. |
| ---- | ------ | --------- | -- | -- |  | -- | -- | - | --- | - | -- | - | - | - | -- | -- | -- | ----- | ---- |
| 1988 | 125    | Gazzaniga | NE | NE |  | NE | 20 | 8 | Rit | 4 | 11 | 4 | 4 | 3 | 14 | 24 | NE | 69    | 5º   |

| 1989 | Classe | Moto    |     |    |    |  |    |    |   |    |    |    |   |   |    |     |    | Punti | Pos. |
| ---- | ------ | ------- | --- | -- | -- |  | -- | -- | - | -- | -- | -- | - | - | -- | --- | -- | ----- | ---- |
| 1989 | 125    | Garelli | Rit | 16 | NE |  | 13 | 17 | 7 | NE | 16 | 11 | 9 | 6 | NQ | Rit | NE | 34    | 14º  |

| 1990 | Classe | Moto  |  |    |  |    |  |  |  |    |  |  |     |  |  |  |  | Punti | Pos. |
| ---- | ------ | ----- |  | -- |  | -- |  |  |  | -- |  |  | --- |  |  |  |  | ----- | ---- |
| 1990 | 125    | Honda |  | NE |  | 13 |  |  |  | 13 |  |  | Rit |  |  |  |  | 6     | 31º  |

| Legenda | 1º posto        | 2º posto            | 3º posto            | A punti      | Senza punti        | Grassetto – Pole position Corsivo – Giro più veloce |
| Legenda | Gara non valida | Non qual./Non part. | Ritirato/Non class. | Squalificato | '-' Dato non disp. | Grassetto – Pole position Corsivo – Giro più veloce |